# Strage di Portella della Ginestra
La strage di Portella della Ginestra fu un eccidio commesso il 1º maggio 1947 in località Portella della Ginestra, nel comune di Piana degli Albanesi, in provincia di Palermo, da parte della banda criminale di Salvatore Giuliano detto anche Turiddu, che sparò contro la folla di contadini riuniti per celebrare la festa dei lavoratori, provocando undici morti e numerosi feriti.
Le motivazioni della strage risiedevano, oltre che nella dichiarata avversione del bandito nei confronti dei comunisti, anche nella volontà dei poteri mafiosi e delle forze reazionarie di mantenere i vecchi equilibri nel nuovo quadro politico e istituzionale nato dopo la seconda guerra mondiale. Inoltre, l'eccidio dette inizio alla crisi del maggio 1947 e, nei giorni successivi, fu seguita da assalti a sedi dei partiti di sinistra e delle camere del lavoro della zona. Nonostante non siano mai stati individuati i mandanti, la banda di Giuliano è stata indicata da più parti come la sola ed unica responsabile della strage, in quanto i banditi erano intenzionati a intimidire la popolazione contadina che reclamava la terra e aveva votato per il Blocco del Popolo nelle elezioni del 1947; tuttavia, alcuni politici, storici e giornalisti hanno formulato ipotesi sulla responsabilità degli ambienti politici siciliani e nazionali, nonché su presunte ingerenze dei servizi segreti statunitensi.

## Storia
Nel 1947, all’apertura del secondo dopoguerra, si tornava a festeggiare il 1º maggio la festa dei lavoratori, spostata al 21 aprile, ossia al Natale di Roma, durante il regime fascista.
Circa duemila i lavoratori della zona di Piana degli Albanesi, e altri da San Giuseppe Jato e San Cipirello, molti dei quali agricoltori, si erano riuniti a Portella della Ginestra, una località montana del comune di Piana degli Albanesi, nella vallata circoscritta dai monti Kumeta e Maja e Pelavet, a pochi km da Palermo, per manifestare contro il latifondismo a favore dell'occupazione delle terre incolte e festeggiare la recente vittoria del Blocco del Popolo, l'alleanza tra i socialisti di Nenni e i comunisti di Togliatti alle elezioni dell'assemblea regionale siciliana, svoltesi il 20 aprile di quell'anno e nelle quali la coalizione PSI-PCI aveva conquistato 29 rappresentanti su 90 (con il 32% circa dei voti) contro i 21 della DC (crollata al 20% circa). La località fu scelta perché alcuni decenni prima vi aveva tenuto alcuni discorsi Nicola Barbato, una delle figure simbolo del socialismo siciliano. In quel periodo le condizioni di vita del popolo erano molto misere e, come poi raccontato da alcuni sopravvissuti alla strage, molti avevano aderito alla manifestazione anche nella speranza di mangiare qualcosa. La manifestazione era incentrata sulla sperata riforma agraria ed era stata preceduta nell'ottobre del 1944 dall'occupazione delle terre incolte che venne legalizzata dal Ministro dell’Agricoltura Fausto Gullo, che cercava così di sopperire alla povertà diffusa, il quale con alcuni decreti permise l'occupazione dei terreni non utilizzati imponendo una diversa ripartizione dei raccolti che favoriva maggiormente gli agricoltori rispetto ai proprietari a differenza delle consuetudini fino ad allora vigenti in Sicilia e che venne visto come motivo di potenziale rivolgimento sociale che avrebbe alterato gli equilibri politici della regione gestiti anche dalla mafia. Alla fine di un comizio tenuto dal deputato liberale Girolamo Bellavista durante la campagna elettorale per le regionali del 20 aprile, il capomafia di San Cipirello, Salvatore Celeste, aveva gridato: «Voi mi conoscete! Chi voterà per il Blocco del Popolo non avrà né padre né madre». Il 28 aprile successivo, alcuni mafiosi di San Giuseppe Jato, San Cipirello e Piana degli Albanesi furono visti riunirsi in una masseria di proprietà di Giuseppe Troia (capomafia di San Giuseppe Jato) in contrada Kaggio, a pochi chilometri da Portella della Ginestra, ufficialmente per discutere di affitti di terreni.
Tuttavia le sentenze passate in giudicato affermano che la strage venne ufficialmente organizzata nella giornata del 27 aprile 1947 a seguito di una lettera consegnata da Pasquale Sciortino al cognato Salvatore Giuliano e da lui subito bruciata per eliminarne le tracce. Per tale motivo il bandito diede ordine ai suoi uomini di radunare una ventina di uomini per la sera del 30 aprile e gran parte di essi erano “picciotti”, ancora minorenni, reclutati con la promessa che a lavoro finito avrebbero ricevuto 5.000 lire. Alle prime luci dell'alba del 1º maggio, Giuliano e i suoi uomini si ritrovarono in contrada Cippi, sopra il cimitero di Montelepre, e si divisero in gruppi, iniziando quindi la marcia verso il promontorio del Pelavet dal quale si dominava la vallata di Portella della Ginestra; durante il tragitto sequestrarono quattro ignari cacciatori che avevano incrociato per caso per evitare che potessero raccontare qualcosa.
Verso le 10 del mattino, un calzolaio di San Giuseppe Iato, Giacomo Schirò, diede inizio al comizio in sostituzione dell'oratore designato che era in ritardo per un contrattempo, il dirigente sindacale Francesco Renda (che a sua volta sostituiva Girolamo Li Causi, il segretario regionale del PCI trattenuto da un altro impegno), quando improvvisamente dal monte Pelavet partirono sulla folla in festa numerose raffiche di mitra, che si protrassero per circa un quarto d'ora e lasciarono sul terreno undici morti (otto adulti e tre bambini) e ventisette feriti, di cui alcuni morirono in seguito per le ferite riportate. Furono sparati circa 800 colpi con almeno sette armi diverse: una mitragliatrice Breda Mod. 30, un Carcano Mod. 91, un mitra Thompson, una carabina M1, un fucile a ripetizione Enfield, una mitragliatrice Bren e un Beretta MAB 38. I primi colpi erano stati inizialmente scambiati per dei mortaretti perché sparati in aria ma, anche quando ci si rese conto della loro reale natura, la mancanza di ripari impedì a molti di mettersi in salvo.
Quattro uomini, che erano appartati con una prostituta a circa un chilometro dal luogo della strage, videro scendere dodici banditi dal monte Pelavet dopo la sparatoria ed uno di costoro, che indossava un impermeabile chiaro, disse: «Disgraziati, chi facìstivu?» (it. "Disgraziati, che avete fatto?"). Emanuele Busellini, campiere del feudo Strasatto di Monreale, s'imbatté casualmente in un gruppo di banditi che si dirigevano verso Montelepre dopo aver perpetrato la strage: lo sequestrarono e lo condussero fino ad una dolina profonda 80 metri, dove gettarono il cadavere dopo averlo finito a colpi di mitragliatrice per eliminare un testimone scomodo in quanto Busellini era un confidente delle forze dell'ordine. I suoi resti furono ritrovati dai Carabinieri al comando del tenente colonnello Giacinto Paolantonio soltanto il 22 giugno successivo grazie ad una fonte confidenziale (il bandito Salvatore Ferreri, detto Fra Diavolo). Busellini lasciava una moglie incinta e una figlia di due anni.
Nel mese successivo alla strage di Portella della Ginestra, nelle giornate del 22 e 23 giugno, avvennero attentati con mitra, molotov e bombe a mano contro le Camere del Lavoro e le sedi del PCI di Monreale, Carini, Cinisi, Terrasini, Borgetto, Partinico, San Giuseppe Jato e San Cipirello, provocando in tutto due morti (i sindacalisti Vincenzo Lo Jacono e Giuseppe Casarrubea, padre dell'omonimo studioso) e numerosi feriti: sui luoghi degli attentati vennero lasciati dei volantini firmati dal bandito Salvatore Giuliano che incitavano la popolazione a ribellarsi al comunismo.
Così come la mafia aveva giurato vendetta al Fascismo che, con il prefetto Cesare Mori, l’aveva duramente colpita, così, nell'immediato dopoguerra, reagì in sodalizio con massoneria, latifondisti e indipendentisti alle istanze di rinnovamento dei nuovi soggetti politici per garantire il mantenimento dello status quo, sfruttando la fama del bandito Giuliano che si ritrovò a essere solo una pedina all'interno di una macchinazione molto più complessa di quello che poteva immaginare.
La CGIL proclamò lo sciopero generale, accusando i latifondisti siciliani di voler “soffocare nel sangue le organizzazioni dei lavoratori”. Solo quattro mesi dopo si seppe che a sparare a Portella della Ginestra e a compiere gli attentati contro le sedi comuniste erano stati gli uomini del bandito separatista Salvatore Giuliano, ex colonnello dell'E.V.I.S. Il rapporto dei carabinieri sulla strage faceva chiaramente riferimento a "elementi reazionari in combutta con i mafiosi".

## Le vittime

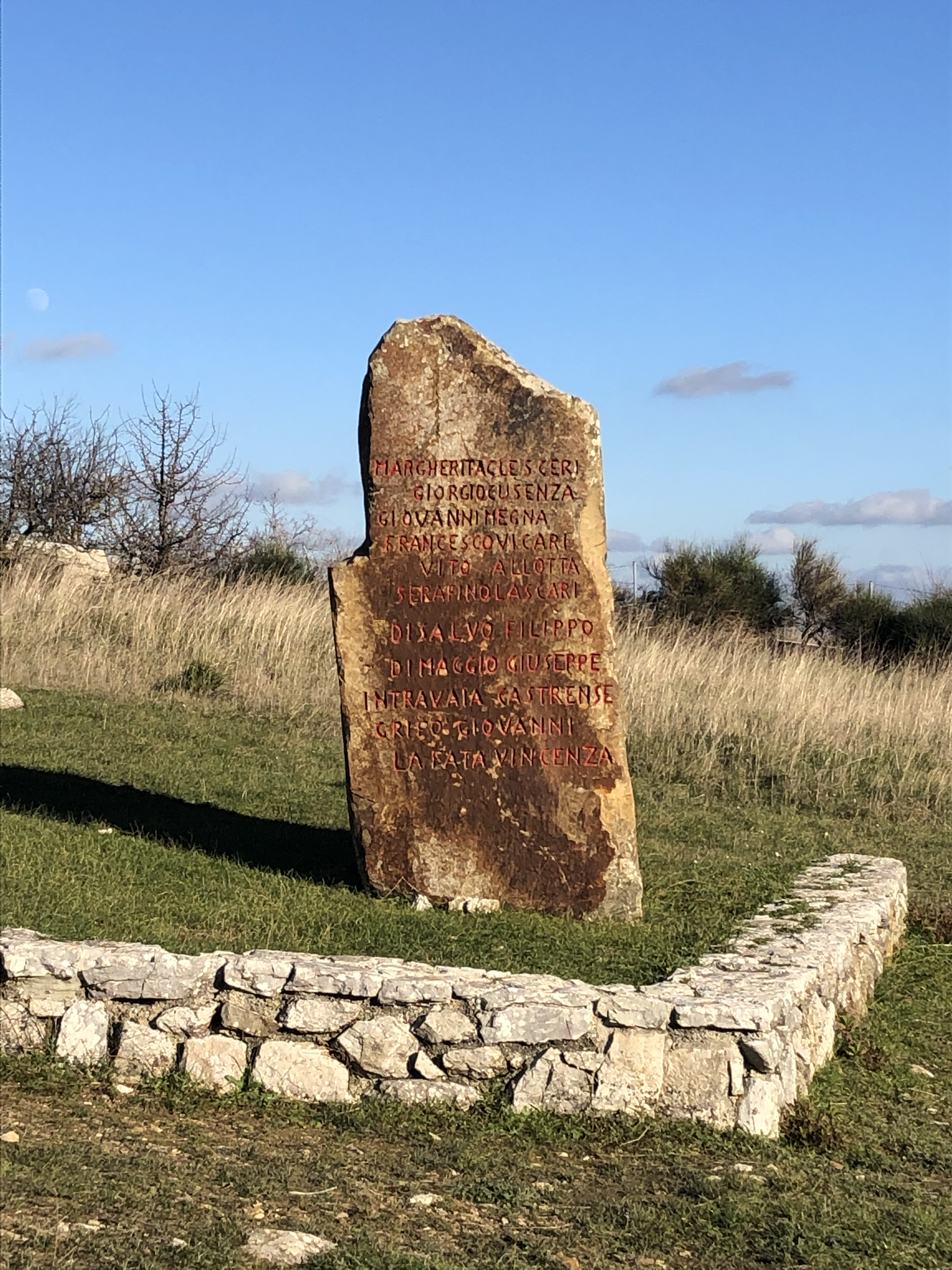
I nomi delle vittime incise su uno dei grandi massi del Memoriale

Queste sono le undici vittime, così come riportate dalla pietra incisa posta sul luogo del massacro:
1. Margherita Clesceri (minoranza albanese, 37 anni)
2. Giorgio Cusenza (min. albanese, 42 anni)
3. Giovanni Megna (min. albanese, 18 anni)
4. Francesco Vicari (min. albanese, 22 anni)
5. Vito Allotta (min. albanese, 19 anni)
6. Serafino Lascari (min. albanese, 14 anni)
7. Filippo Di Salvo (min. albanese, 48 anni)
8. Giuseppe Di Maggio (12 anni)
9. Castrense Intravaia (29 anni)
10. Giovanni Grifò (12 anni)
11. Vincenzina La Fata (8 anni)

Rimasero ferite oltre 30 persone, di cui 27 gravi. Alcuni di questi feriti morirono in seguito alle ferite riportate:
1. Vita Dorangricchia (23 anni)
2. Serafino Lascari (14 anni)
3. Giuseppa Parrino
4. Provvidenza Greco (13 anni)
5. Vincenza Spina (61 anni)
6. Vincenzo La Rocca, padre di Cristina, una bambina di 9 anni ferita, che con la figlia sulle spalle si recò a piedi a San Cipirello e morì qualche settimana dopo, stremato dallo sforzo.

Tra i morti del 1º maggio c’è anche il campiere Emanuele Busellini (40 anni), sequestrato ed ucciso dai banditi che l’avevano incontrato lungo la strada mentre fuggivano dal luogo della strage.

## Indagini e processi
Le indagini iniziali furono condotte dal maggiore dei carabinieri Alfredo Agrisani e dal dirigente della squadra mobile di Palermo, Salvatore Guarino. Immediatamente dopo la strage furono rastrellate 175 persone per accertamenti e furono infine denunciati come esecutori materiali quattro mafiosi di San Giuseppe Jato (Giuseppe Troia, Salvatore Romano, Elia Marino e Pietro Grigoli), riconosciuti da alcuni testimoni oculari ma tutti prosciolti in istruttoria perché le testimonianze non furono ritenute attendibili. A fine giugno 1947, quattro cacciatori testimoniarono che la mattina del 1º maggio si trovavano sul monte Pelavet, dove furono catturati e tenuti in ostaggio da alcuni banditi per tutta la durata della strage e riconobbero in fotografia che uno di essi era il capo-banda Salvatore Giuliano. A questo punto, la competenza delle indagini passò all'Ispettorato generale di Pubblica Sicurezza per la Sicilia diretto da Ettore Messana e furono condotte dal tenente colonnello dei carabinieri Giacinto Paolantonio insieme ai marescialli Giovanni Lo Bianco, Giuseppe Calandra e Pierino Santucci. L'input decisivo alle indagini fu dato però da tre confidenti del colonnello Paolantonio (i banditi Salvatore Ferreri, detto Fra’ Diavolo, e i fratelli Salvatore e Fedele Pianelli, poi uccisi nel corso di un conflitto a fuoco presso la caserma di Alcamo), che fecero il nome di Francesco Gaglio (detto Reversino) come l’anello debole della banda: infatti, arrestato ed interrogato, Gaglio confermò per primo la responsabilità dei suoi compagni e lo stesso fecero alcuni ragazzi di Montelepre "arruolati" dalla banda per l'occasione ma in seguito numerosi di essi ritrattarono, affermando di essere stati sottoposti a torture, sevizie e maltrattamenti durante gli interrogatori. In un primo momento, Giuliano negò ogni suo coinvolgimento nella strage per poi ammetterlo nel corso di un'intervista resa al giornalista Jacopo Rizza e in due memoriali che sarebbero stati scritti di suo pugno ed inviati alla magistratura nel 1950, poco prima della sua morte.
Il processo, dapprima istruito a Palermo e poi spostato a Viterbo per legittima suspicione, iniziò nel 1950 e fu al centro dell'attenzione della stampa nazionale e dell'opinione pubblica: Giuliano inviò ai giudici ben due memoriali, il primo in cui si assumeva tutta la responsabilità della strage, affermando che le vittime e i feriti fossero soltanto il frutto di un errore dei suoi uomini che sbagliarono mira, e il secondo in cui scagionava il ministro Mario Scelba dall'accusa di essere il mandante, nonché furono rese pubbliche diverse lettere di un carteggio intercorso tra il bandito e il deputato comunista Girolamo Li Causi, in cui al contrario emergevano velate accuse nei confronti dello stesso Scelba.
Il processo si concluse il 3 maggio del 1952 con la conferma della tesi che gli unici responsabili della strage di Portella della Ginestra (1 maggio 1947) e dei successivi assalti armati alle Camere del Lavoro della provincia di Palermo (22-23 giugno 1947) erano Salvatore Giuliano (ormai ucciso il 5 luglio 1950 da Gaspare Pisciotta, ma ufficialmente per mano del capitano Antonio Perenze) e i suoi uomini, che furono condannati all'ergastolo: Gaspare Pisciotta, Antonino Terranova, Frank Mannino, Francesco Pisciotta, Antonino Cucinella, Giuseppe Cucinella, Nunzio Badalamenti, Pasquale Sciortino, Francesco Gaglio, Angelo Russo, Giovanni Genovese, Giuseppe Genovese, Vincenzo Pisciotta e Salvatore Passatempo. Durante il processo, il bandito Pisciotta, oltre ad attribuirsi l'assassinio di Giuliano, lanciò pesanti accuse contro i deputati monarchici Giovanni Alliata di Montereale, Tommaso Leone Marchesano, Giacomo Cusumano Geloso e anche contro i democristiani Bernardo Mattarella e Mario Scelba, da lui accusati di aver avuto incontri con il bandito Giuliano per pianificare la strage, e contro l’ispettore generale di P.S. Ettore Messana, il quale avrebbe fornito i mitragliatori utilizzati per sparare sulla folla: Pisciotta sostenne che i due memoriali arrivati ai giudici contenevano dichiarazioni false e rivelò l'esistenza di un terzo memoriale scritto sempre da Giuliano (mai ritrovato), in cui risultavano i nomi dei mandanti da lui citati. Tuttavia la Corte d'Assise di Viterbo dichiarò infondate le accuse di Pisciotta poiché il bandito aveva fornito nove diverse versioni sui mandanti politici della strage. Secondo i giudici di Viterbo, l'affermazione di Giuliano e dei suoi compagni secondo cui le vittime e i feriti furono colpiti da pallottole vaganti sparate solo per avvertimento (e quindi la strage sarebbe frutto di un errore) era contraddetta dagli ottocento bossoli ritrovati sul luogo del massacro (furono riscontrate anche schegge metalliche in diverse ferite provenienti da proiettili dum-dum) e dalla circostanza che chi adoperava la mitragliatrice (sicuramente lo stesso Giuliano) rettificò il tiro alla terza raffica per indirizzarlo nel punto dove era accalcato il grosso della folla (cioè il sasso da dove stava parlando l'oratore).

## Ipotesi sui mandanti
Sul movente dell'eccidio furono formulate alcune ipotesi già all'indomani della tragedia. Il 2 maggio 1947 il ministro dell'Interno Mario Scelba intervenne all'Assemblea Costituente, affermando che dietro all'episodio non vi era alcuna finalità politica o terroristica, ma che doveva essere considerato un fatto circoscritto.
Già la sentenza di Viterbo del 1952 escluse qualsiasi mandato esterno alla banda Giuliano, indicata come la sola ed unica responsabile della strage in quanto i banditi erano intenzionati a ristabilire la propria autorità in quel territorio compromessa dalla vittoria del Blocco del Popolo alle elezioni regionali del 20 aprile 1947.

### Le presunte responsabilità del ministro Scelba, della DC e dei monarchici
Oltre ai nomi dei presunti mandanti politici rivelati da Pisciotta, nel corso del processo a Viterbo anche altri due banditi parlarono di responsabilità ad altri livelli, senza però fare i nomi: Antonino Terranova (detto Cacaova) e Giovanni Genovese, che parlò della famosa lettera consegnata da Pasquale Sciortino a Giuliano alla vigilia della strage e poi bruciata da lui stesso per eliminare le prove:
(Dichiarazione di Giovanni Genovese, luogotenente di Salvatore Giuliano)
Il secondo memoriale di Giuliano e la testimonianza resa da Sciortino al processo d'appello per la strage e poi alla Commissione parlamentare antimafia nel 1970 affermano che il reale argomento della lettera fosse l'espatrio clandestino dello stesso Sciortino negli Stati Uniti, che effettivamente avvenne un paio di mesi dopo la strage: il cognato di Giuliano trovò lavoro a Los Angeles come speaker radiofonico e poi si sarebbe addirittura arruolato per partecipare alla guerra di Corea ma venne scoperto ed estradato in Italia nel 1952.

Secondo quanto riferito al processo da Pisciotta (che poi ritrattò questa dichiarazione), l'autore della lettera sarebbe stato Scelba e ne rivelò il presunto contenuto:

In seguito ai riscontri emersi dal processo, diversi parlamentari socialisti e comunisti denunciarono i rapporti tra esponenti delle istituzioni, mafia e banditi. Intervenendo alla seduta della Camera dei deputati del 26 ottobre 1951, il deputato comunista Girolamo Li Causi affermava:
Un procedimento penale fu aperto al tribunale di Palermo a seguito alla denuncia del deputato regionale del PCI Giuseppe Montalbano (presentata il 25 ottobre 1951) nei confronti di Gianfranco Alliata di Montereale, Tommaso Leone Marchesano, Giacomo Cusumano Geloso, quali mandanti della strage di Portella della Ginestra e l’ispettore generale di P.S. Ettore Messana, quale correo nell'organizzazione della strage stessa, sulla base delle accuse formulate al processo da Gaspare Pisciotta. Alliata, Leone Marchesano e Cusumano Geloso presentarono una querela per diffamazione nei confronti di Montalbano. Ma il PG concluse per l’archiviazione di tutte le accuse presentate dal deputato Montalbano, divenuta definitiva il 9 dicembre 1953.

Nel novembre del 1969 il figlio dell'appena defunto deputato regionale monarchico Antonio Ramirez consegnò all'onorevole Montalbano una lettera riservata del padre, datata 9 dicembre 1951. Nella lettera era scritto che Leone Marchesano, Alliata, Cusumano Geloso e Mattarella avevano dato mandato a Giuliano di sparare a Portella. Nel marzo del 1970, Montalbano presentò la lettera alla Commissione parlamentare antimafia (vice-presidente era l'onorevole Li Causi), che raccoglierà altre testimonianze e nel febbraio del 1972 approverà all'unanimità una relazione sui rapporti tra mafia e banditismo, accompagnata da 25 allegati, nella quale si concludeva:
(Relazione sui rapporti tra mafia e banditismo in Sicilia, pag. 33)

### L'ipotesi del complotto internazionale
In tempi più prossimi la tesi delle collusioni ad alto livello, fino al capolinea del Quirinale, è stata assunta e rilanciata da Sandro Provvisionato, in Misteri d'Italia (Laterza 1994), e da Carlo Ruta, il quale nel prologo de Il binomio Giuliano-Scelba (Rubbettino 1995) scrive:
La tesi di ingerenze statunitensi nella pianificazione del massacro nel quadro della guerra fredda prese piede a seguito della notizia (riportata anche da Girolamo Li Causi nel corso dei dibattiti parlamentari) di una lettera di Giuliano fatta arrivare al Presidente degli Stati Uniti Harry S. Truman attraverso l'ex capitano dell’esercito americano e giornalista Michael Stern, che riuscì a raggiungere ed intervistare il bandito l'8 maggio del 1947 (una settimana dopo la strage) per la rivista statunitense True: 
Mi creda suo devotissimo e umilissimo dipendente Giuliano Salvatore.»
(Estratto della lettera di Giuliano a Truman.)
Tuttavia, nota lo storico Francesco Petrotta, il presunto coinvolgimento del governo statunitense è smentito dal fatto che la lettera a Truman venne cestinata dai funzionari della Casa Bianca con la seguente motivazione: “[...] è un delinquente che si atteggia a Robin Hood”.
Gli storici Giuseppe Casarrubea e Nicola Tranfaglia, coadiuvati dal ricercatore argentino Mario J. Cereghino, basandosi sull'analisi di documentazione varia emersa in tempi recenti (in particolare documenti desecretati dall'amministrazione Clinton e conservati presso il NARA di Washington e il College Park del Maryland, nonché documenti ritrovati dallo storico Aldo Giannuli in un archivio abbandonato dell'ormai soppresso Ufficio Affari Riservati del Ministero dell'Interno), formularono l'ipotesi che la banda Giuliano in Sicilia sarebbe stata cooptata dalla Xª Flottiglia MAS di Junio Valerio Borghese, inizialmente per conto della Repubblica di Salò per porre in essere azioni di sabotaggio dietro le linee nemiche e, dopo la Liberazione, passò sotto il controllo dei servizi segreti USA preoccupati dell'avanzata social-comunista in Italia: la strage sarebbe quindi frutto di questo connubio in una sorta di "strategia della tensione" ante litteram e la prova risiederebbe nella sensazionale scoperta che a Portella della Ginestra, oltre alla banda Giuliano posizionata sul Pelavet, avrebbero sparato anche degli uomini armati di lanciagranate in dotazione alla Xª MAS appostati sul monte Kumeta, come risulterebbe da diverse testimonianze oculari ignorate dalla sentenza di Viterbo e dalle ferite provocate da schegge metalliche nelle parti basse del corpo delle vittime (piedi, gambe, cosce e glutei):
(da Edscuola, Dossier a cura del prof. Giuseppe Casarrubea)

Tuttavia quest'ultima ipotesi è stata aspramente contestata dagli storici Francesco Petrotta, Giuseppe Carlo Marino e Francesco Renda, che fu quasi un testimone oculare della strage:
(Francesco Renda intervistato da Enrico Bellavia, La Repubblica, 20 settembre 2003.)

### Il presunto ruolo della mafia e degli agrari
Un'altra ipotesi fu quella sostenuta già all'indomani della strage da Girolamo Li Causi in sede parlamentare, dalle forze di sinistra e dalla CGIL, secondo la quale il bandito Giuliano era solo l'esecutore del massacro: i mandanti, gli agrari e i mafiosi, avevano voluto lanciare un preciso messaggio politico all'indomani della vittoria del Blocco del Popolo alle elezioni regionali. Secondo lo storico Francesco Petrotta, la strage si inquadra nella storica contrapposizione tra il movimento contadino di quella zona con gli agrari e i gabellotti mafiosi, rappresentati da don Ciccio Cuccia (prima del fascismo anche sindaco di Piana dei Greci, poi rinominata Piana degli Albanesi), il quale aveva già fatto assassinare sei militanti socialisti nei primi anni '20. Secondo Petrotta, la tesi minimalista, che indica nella sola banda Giuliano la responsabile della strage, e quella massimalista del complotto internazionale riportata in auge da Casarrubea e Tranfaglia, rischiano di far dimenticare o di sminuire «il grave conflitto sociale che attraversò per decenni il territorio circostante Portella della Ginestra e che falciò diversi dirigenti contadini».

## Commemorazione
(I sopravvissuti alla strage di Portella della Ginestra)

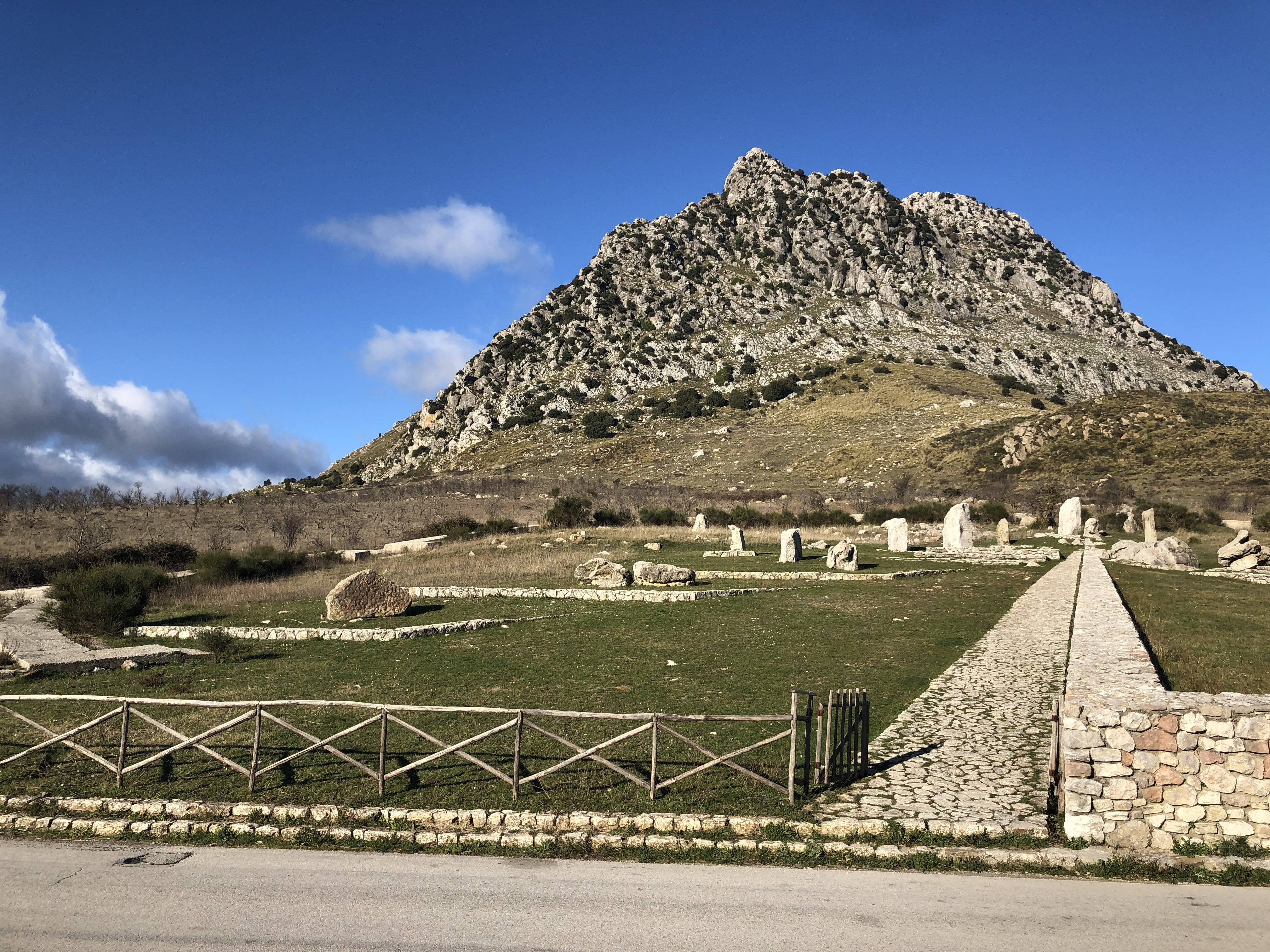
Il memoriale (1979 - 1980)

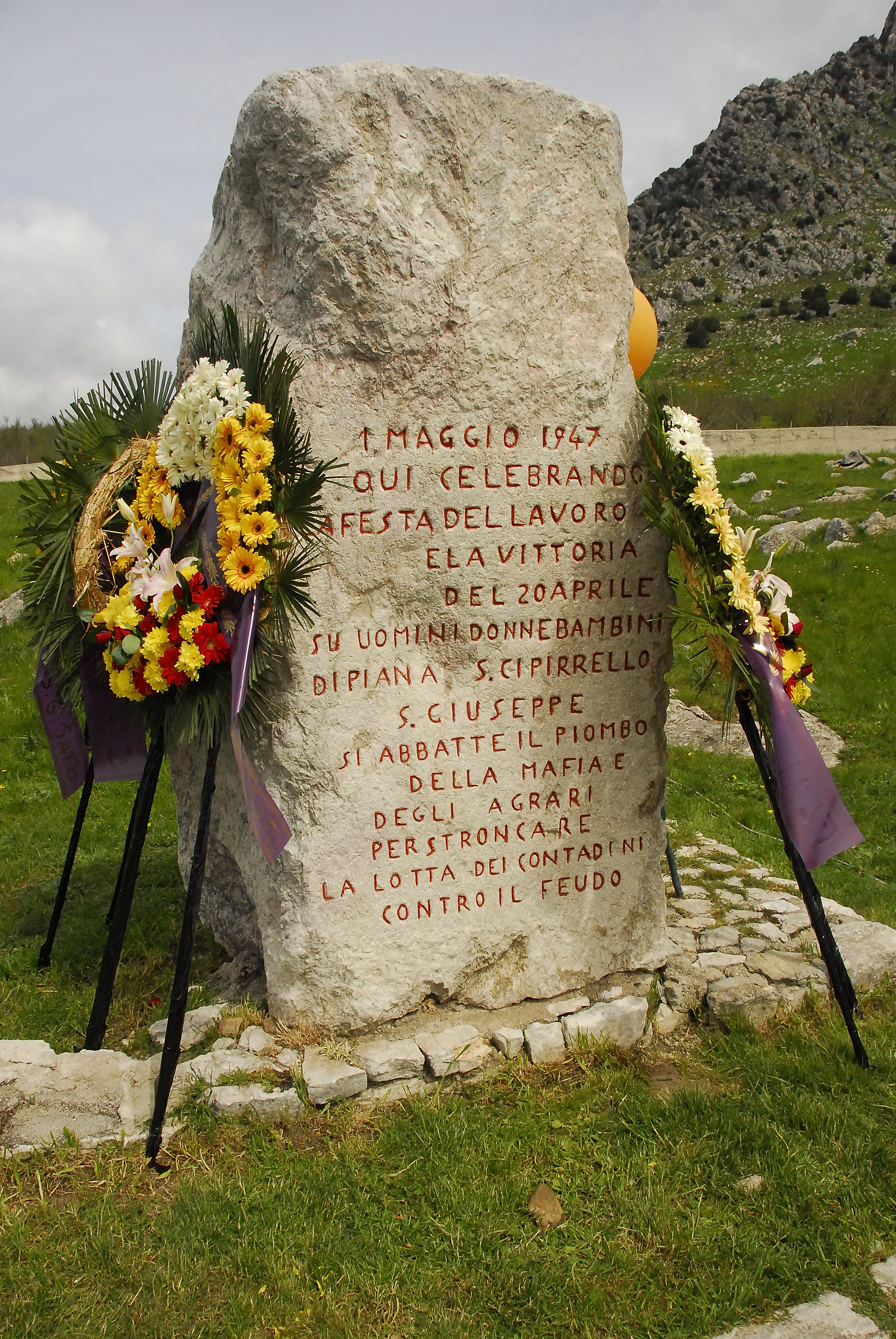
Uno dei grandi massi

Il Memoriale di Portella della Ginestra (Përmendorja e Purteles së Jinestrës) è una originale sistemazione naturale-monumentale del luogo, situato nella contrada omonima di Piana degli Albanesi. La sistemazione monumentale di Portella della Ginestra è un'opera di land art (arte della terra, del territorio) di cui vi sono altri svariati esempi nel mondo. Il Memoriale è stato progettato e realizzato tra il 1979 e il 1980 da Ettore de Conciliis, pittore e scultore, con la collaborazione del pittore Rocco Falciano e dell'architetto Giorgio Stockel.
L'opera, a carattere non effimero né ideologico, è stata immersa nella natura e nel paesaggio per evitare di chiudere la memoria della strage in un blocco architettonico o in un chiuso gruppo di figure. Andando oltre le sistemazioni monumentali concepite in modo più tradizionale, l'artista ha tentato di imprimere un gigantesco e perenne segno della memoria sul pianoro sassoso di Portella della Ginestra.
Un muro a secco fiancheggiato da una tipica trazzera, per una lunghezza di circa 40 metri, taglia la terra, come una ferita, nella direzione degli spari. Tutt'intorno, per un'area di circa un chilometro quadrato, luogo dell'eccidio del 1º maggio 1947, si innalzano grandi massi in pietra locale, alti da 2 a 6 metri, cavati sul posto della pietraia. Uno di essi è il masso di Nicola Barbato, da dove il dirigente arbëresh dei Fasci Siciliani dei Lavoratori era solito parlare alla sua gente. Altri figurano sinteticamente corpi, facce e forme di animali caduti. In altri due sono rispettivamente incisi i nomi dei caduti e una poesia.
Il comune di Piana degli Albanesi prevede nel sito anche un altro grande masso, sempre in pietra locale, con incisa una poesia in lingua albanese:
(Alla bocca delle ginestre, sul campo rosso, cadde l'aquila che attaccò gli stranieri i turchi. I lavoratori vennero sulla montagna per una festa e li uccisero, i contadini sulla roccia per vivere e li videro. Il primo maggio anche le pietre bevvero sangue. I ragazzi caddero e i vecchi in primo luogo nella Portella della Ginestra piena di morti!, Një maj 1947 di Giuseppe Schirò Di Modica, conosciuto con lo preudonimo Sdruballi.)
Il memoriale di Portella della Ginestra, luogo simbolo della lotta alla mafia, è un sito di interesse culturale vincolato dalla regione Sicilia.
Nel tempo, in occasione della festa dei lavoratori e dell'anniversario della strage, sono state organizzate delle manifestazioni annuali di commemorazione presso il memoriale; la manifestazione del 1º maggio 2024 si è distinta soprattutto per la presenza di Elly Schlein e Giuseppe Conte, segretari nazionali, rispettivamente, di Partito Democratico e Movimento 5 Stelle.

## Influenza culturale
Poesia
- Undici anni dopo la misteriosa strage di Portella della Ginestra il poeta dialettale siciliano Ignazio Buttitta compose un’opera poetica dedicata a quell’eccidio.

Teatro
- Dedicato alla strage di Portella della Ginestra il dramma teatrale in lingua albanese del 1997 di Zef Schirò Maji (conosciuto con lo preudonimo Pafundi) Lule të shumta ka gjinestra ("Ha molti fiori la ginestra").
- Del 2015 è La verità nell'ombra, dramma teatrale di Patrizio Pacioni.

Narrativa
- Nel 2016 il romanzo Noi che gridammo al vento di Loriano Macchiavelli parla della storia di Portella della Ginestra e in generale degli italo-albanesi.

Pittura
- Nel 1957 Renato Guttuso realizza Portella della Ginestra, un olio su carta intelata di 105x200 cm, oggi custodito nel Museo Guttuso di Bagheria.

Cinema
- Salvatore Giuliano (1962), regia di Francesco Rosi
- Il siciliano (1987), regia di Michael Cimino
- Segreti di Stato (2003), regia di Paolo Benvenuti

Musica
- Alcuni cantastorie hanno raccontato della banda di Giuliano e della strage nella tradizione popolare e folcloristica.
- Canzone dal titolo "Portella Della Ginestra" del 1980 nell'album di musica popolare Il Pifferaio del gruppo Yu Kung.